# (3454) Lieske
(3454) Lieske (1981 WB1) – planetoida z pasa głównego asteroid okrążająca Słońce w ciągu 3,42 lat w średniej odległości 2,27 j.a. Odkrył ją Edward Bowell 24 listopada 1981 roku.